# ÖBB 1116 sorozat

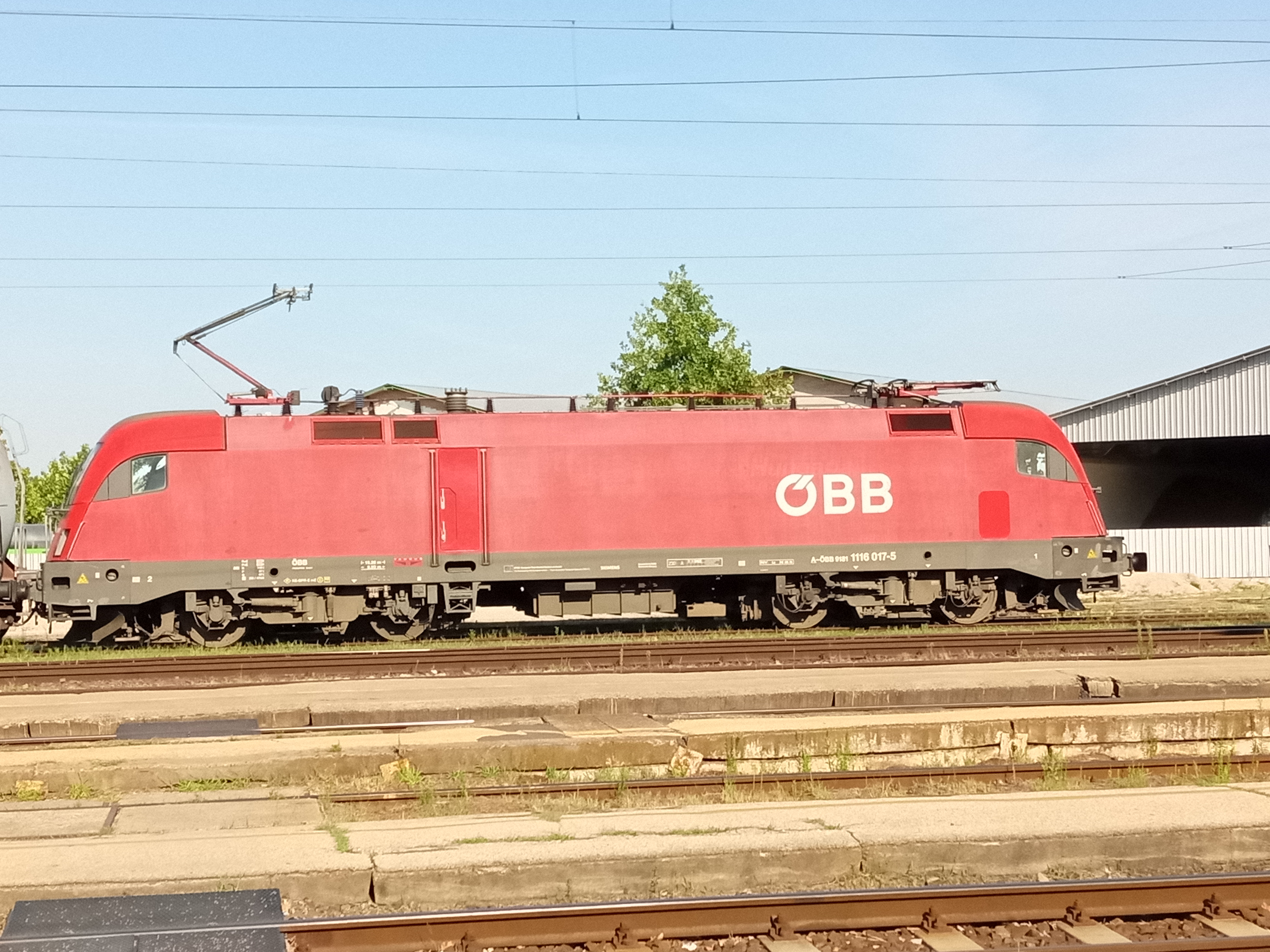
Az ÖBB egyik Taurusa Sárbogárdon

Az ÖBB 1116 sorozat egy kétáramnemű villamosmozdony-sorozat, melyet a Siemens az EuroSprinter mozdonycsaládból fejlesztett ki az ÖBB igényei alapján, új áramvonalas mozdonyszekrénnyel, 230 km/h legnagyobb sebességgel. A sorozat egyáramnemű változata az ÖBB 1016 sorozat, mely szinte teljesen megegyezik az ÖBB 1116-tal. (A típus beceneve a piros színe miatt: „Kecsapbika”.)

## Története
Összesen 284 db készült belőlük. Eredetileg 350 darabot kívánt beszerezni az ÖBB, azonban a felmerült új igények és a készenálló újabb konstrukció (ES64U4) miatt az 50 db négyáramnemű 1216 sorozatú mozdony árával arányosan a 350 darabos megrendelést 282 darabra csökkentették, az elmaradt 68 darab mozdony árából készült az 50 darab drágább ÖBB 1216 sorozatú mozdony. A balesetek miatt selejtezett 1116 017-3 (ÖBB mozdony, Almásfüzitő) és 1116 062-9 (GYSEV mozdony, Brenner-vasút) helyett új gyári számon, néhány eredeti alkatrész fölhasználásával új mozdonyokat építettek, így jön ki a 284-es darabszám.
Münchenben készült a mozdonyszekrény hozzájuk és az ÖBB linzi főműhelyében szerelték készre a mozdonyokat 2000 és 2006 között, 1116 002-282 pályaszámokon (a prototípus 1116 001 teljes egészében a müncheni Krauss-Maffei gyárban készült). A sorozatból 25 darab mozdony (1116 001-025) a magyar EVM120 típusú vonatbefolyásolóval felszerelve korlátlanul közlekedhet Magyarországon is, a railjetekben és a Rail Cargo Hungaria tehervonatai élén közlekedő, RCH, MÁVC és ÖBB matricás példányok pedig MIREL vonatbefolyásolóval szereltek.

## Alkalmazásuk Magyarországon
Már az első 1116-osok gyártásánál szempont volt a magyarországi alkalmazás, ezért ezek a mozdonyok EVM120 magyar vonatbefolyásoló berendezést és harmadik (középső) áramszedőt kaptak. Az 1116 001–1116 025 mozdonyok mind ilyenek lettek és a mozdonyvezetők átképzése után szinte azonnal kiváltották a problémás ÖBB 1014 sorozatot a Budapest–Bécs forgalomból. A harmadik áramszedőre szerelt szélesebb szénsaru néhány évig volt csak alkalmazásban, a hazai felsővezeték folyamatos átalakítása (kígyózás csökkentése) után szükségtelenné vált, majd le is szerelték ezt az áramszedőt a mozdonyokról.
2006-ban a GYSEV mozdonyhiánya miatt a meglevő 1047-es mozdonyai mellé 5 darab mozdonyt bérbe vett az ÖBB-től 20 éves időtartamra, az 1116 061–1116 065 mozdonyok oldalukra zöld-sárga GYSEV-motívumú matricát kaptak.  Időközben az 1116 062 súlyos balesetet szenvedett Ausztriában (személyzet nélkül elgurult és 120 km/h sebesség mellett kisiklott, majd leborult a pálya mellé), így helyette az 1116 060 mozdonyt adta át az ÖBB.  2008-ban újabb két mozdonyt vettek bérbe, ezek az 1116 058 és 1116 059 számúak, melyek szintén matricát kaptak az oldalukra.
2009-ben a MÁV Cargo elkezdte felépíteni saját mozdonyparkját, az átjárhatóság érdekében kétáramnemű villamosmozdonyokat bérel az ÖBB-től, így már 12 darab ÖBB 1116-os mozdonnyal végez vontatást.
A bérelt mozdonyok pályaszámai: 1116 001–1116 012, 1116 041, 045–049.

## Alkalmazásuk a Railjetben
A 2008 decemberében indult Osztrák Szövetségi Vasutak Railjet-vonatokhoz néhány mozdonyt ( 200-as bemutató, 201–235 széria) átfestettek a Railjet-kocsikhoz passzoló színekre, 201–223 pályaszámú mozdonyokat harmadik (svájci keskeny palettával felszerelt) áramszedőt kaptak, svájci és magyar szabványt ismerő vonatbefolyásolóval szerelték fel őket. A 224–235 pályaszámú gépek közül egy sincs elnevezve, nem kapták meg a svájci, illetve a magyar közlekedéshez szükséges berendezéseket. Ezek a mozdonyok nem rendelkeznek harmadik áramszedővel, illetve a főtrafó két oldalán levő „szoknyával”.
A Railjet-mozdonyok pályaszámai:
| Pályaszám | Név                   |
| --------- | --------------------- |
| 1116 201  | Spirit of Vienna      |
| 1116 202  |                       |
| 1116 203  | Spirit of Linz        |
| 1116 204  | Spirit of Austria     |
| 1116 205  | Spirit of Europe      |
| 1116 206  |                       |
| 1116 207  |                       |
| 1116 208  | Spirit of Germany     |
| 1116 209  |                       |
| 1116 210  | Spirit of Budapest    |
| 1116 211  | Spirit of Munich      |
| 1116 212  |                       |
| 1116 213  |                       |
| 1116 214  | Spirit of Hungary     |
| 1116 215  | Spirit of Salzburg    |
| 1116 216  |                       |
| 1116 217  | Spirit of Switzerland |
| 1116 218  | Spirit of Zürich      |
| 1116 219  |                       |
| 1116 220  |                       |
| 1116 221  |                       |
| 1116 222  |                       |
| 1116 223  | Spirit of Innsbruck   |
| 1116 224  |                       |
| 1116 225  |                       |
| 1116 226  |                       |
| 1116 227  |                       |
| 1116 228  |                       |
| 1116 229  |                       |
| 1116 230  |                       |
| 1116 231  |                       |
| 1116 232  |                       |
| 1116 233  |                       |
| 1116 234  |                       |
| 1116 235  |                       |
| 1116 236  |                       |
| 1116 237  |                       |
| 1116 238  |                       |
| 1116 239  |                       |
| 1116 240  |                       |
| 1116 241  |                       |
| 1116 242  |                       |
| 1116 243  |                       |
| 1116 244  |                       |
| 1116 245  |                       |
| 1116 246  |                       |
| 1116 247  |                       |
| 1116 248  |                       |
| 1116 249  |                       |
| 1116 250  |                       |

## Képek

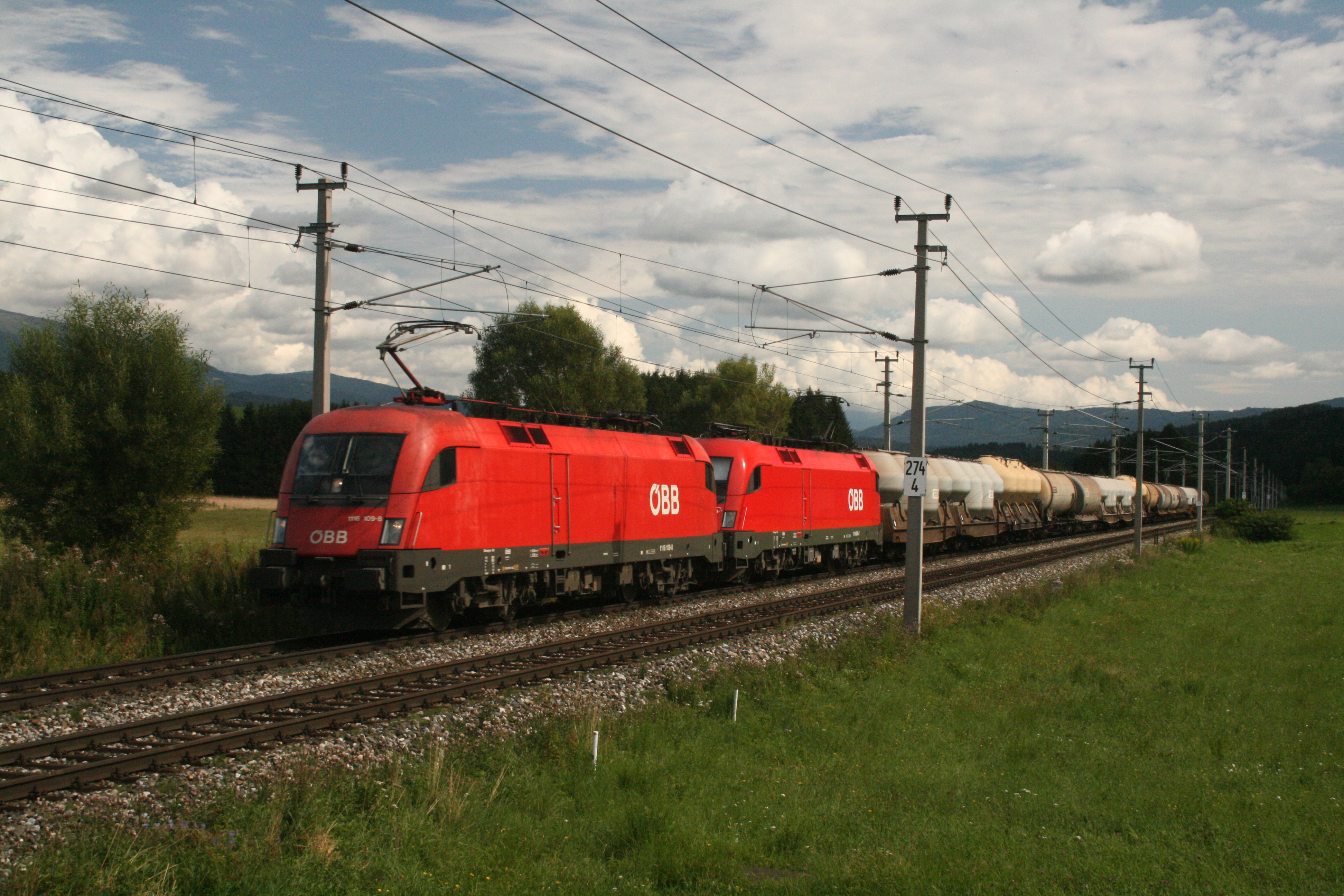
Két 1116-os szinkronba kapcsolva tehervonattal Mariahof-St.Lambrecht mellett
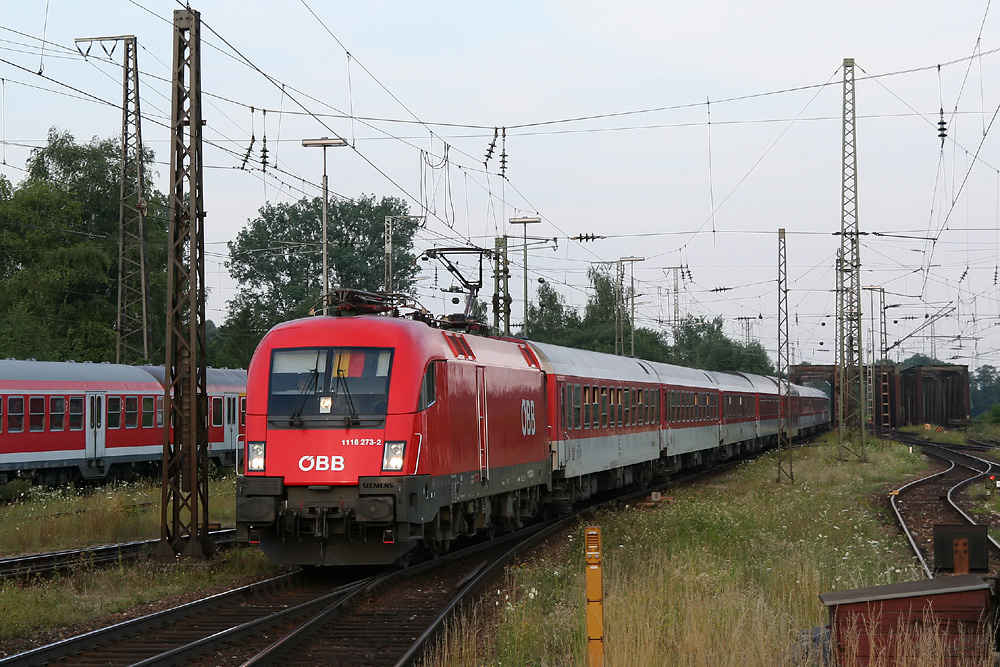
1116 273 a németországi Donauwörthben
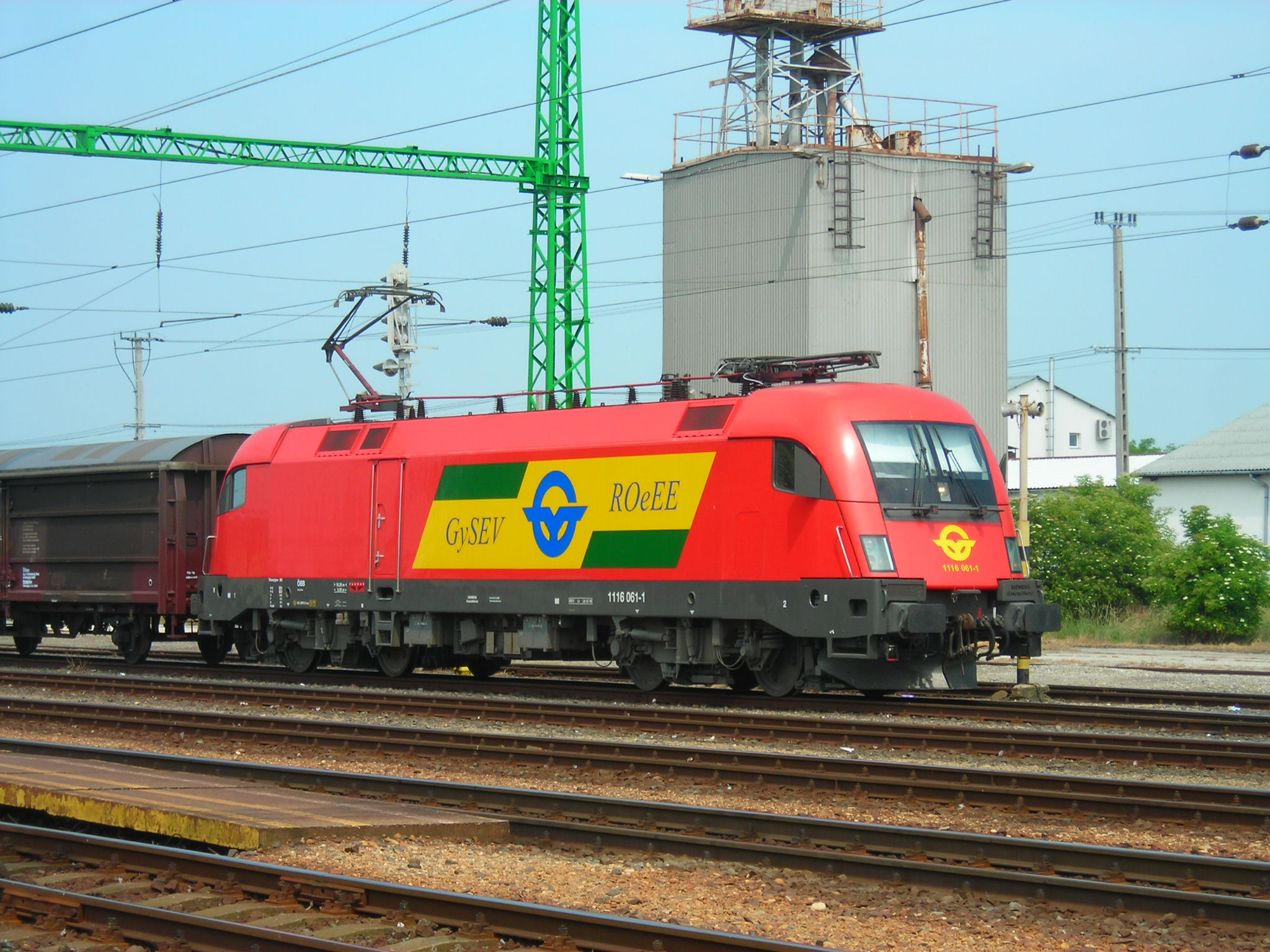
A GYSEV ÖBB 1116-os mozdonya Fertőszentmiklós állomáson
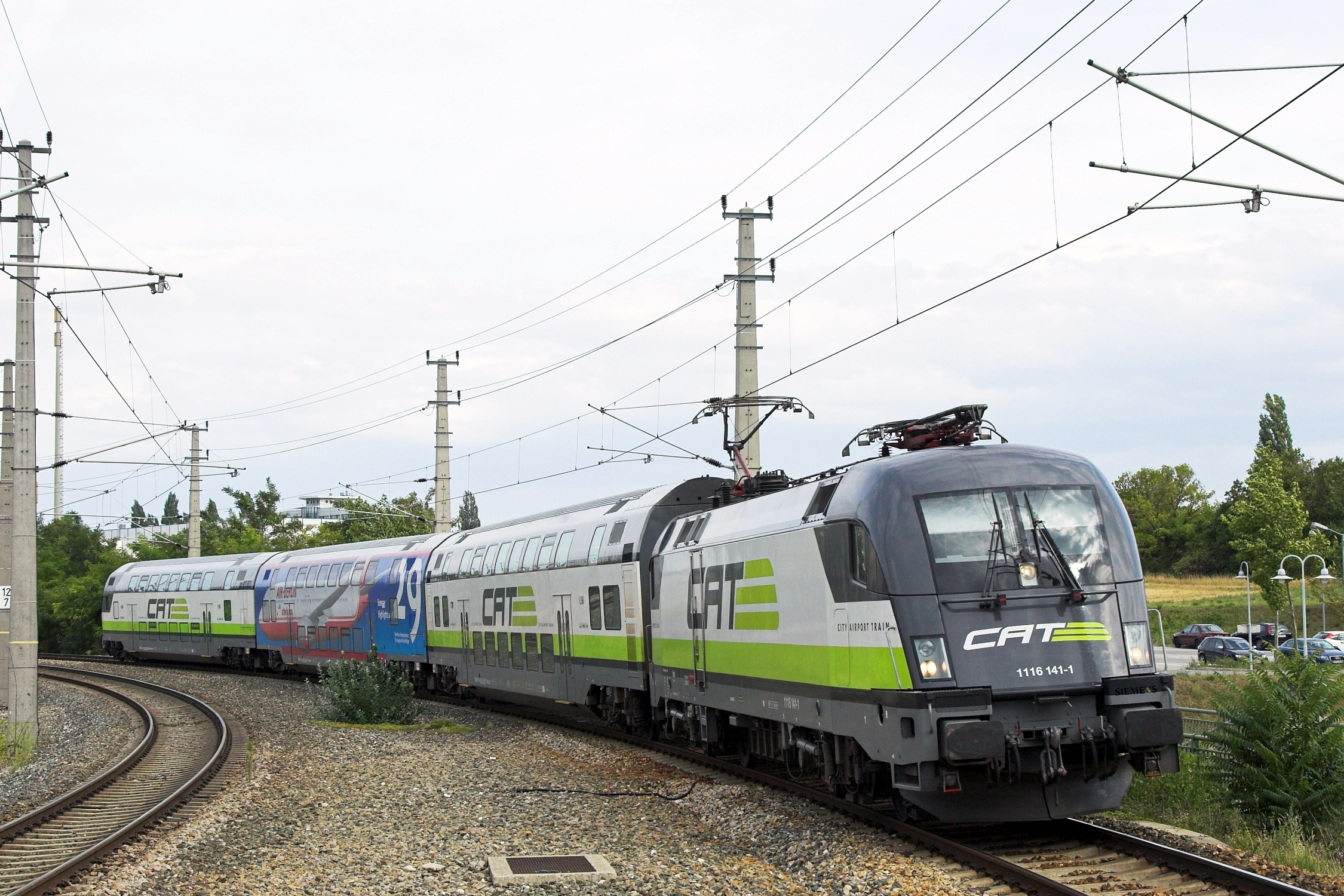
A CAT-festésű 1116 141 Schwechat állomáson halad át
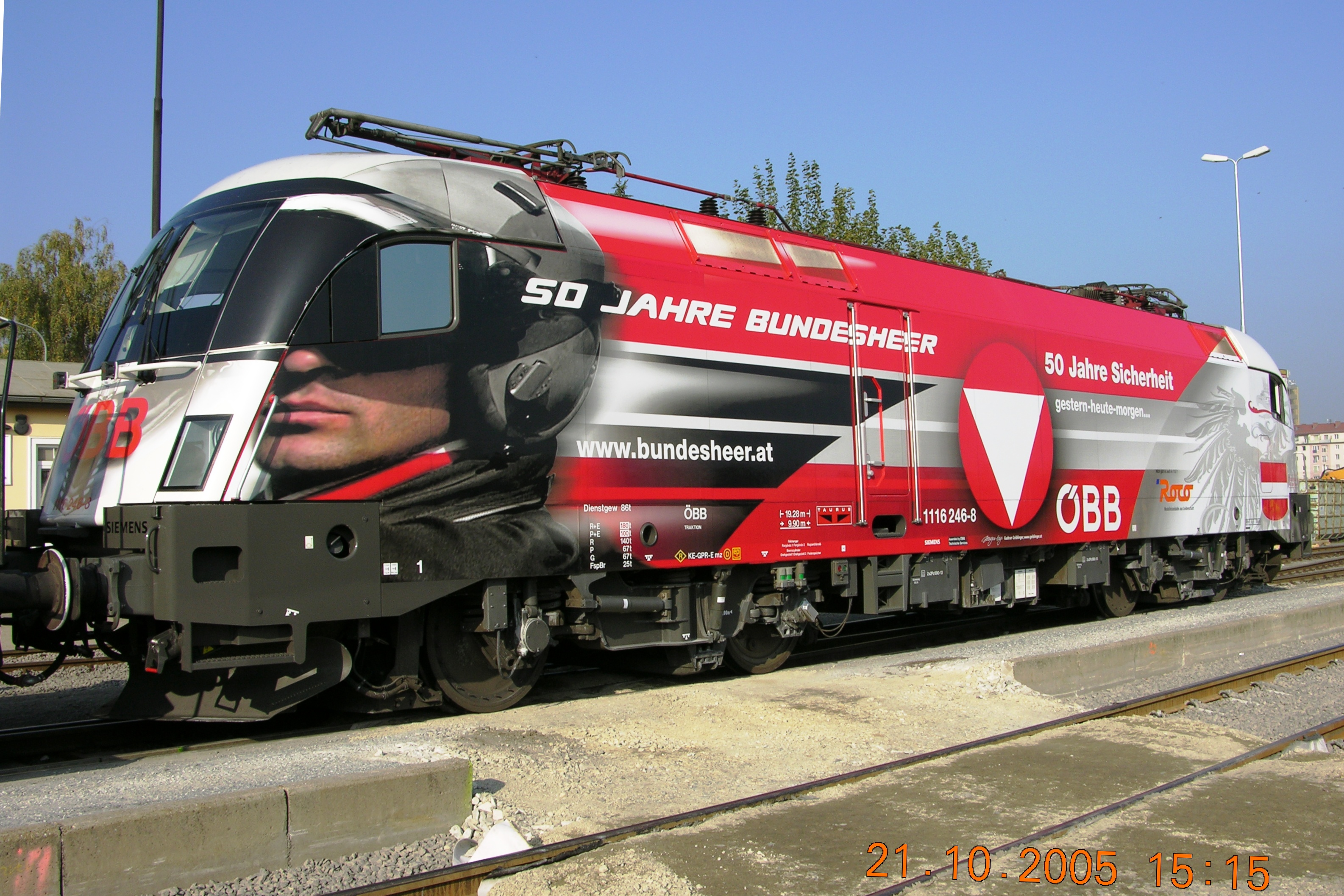
A Bundesheert (azaz az osztrák hadsereget) reklámozó 1116 246 Grazban
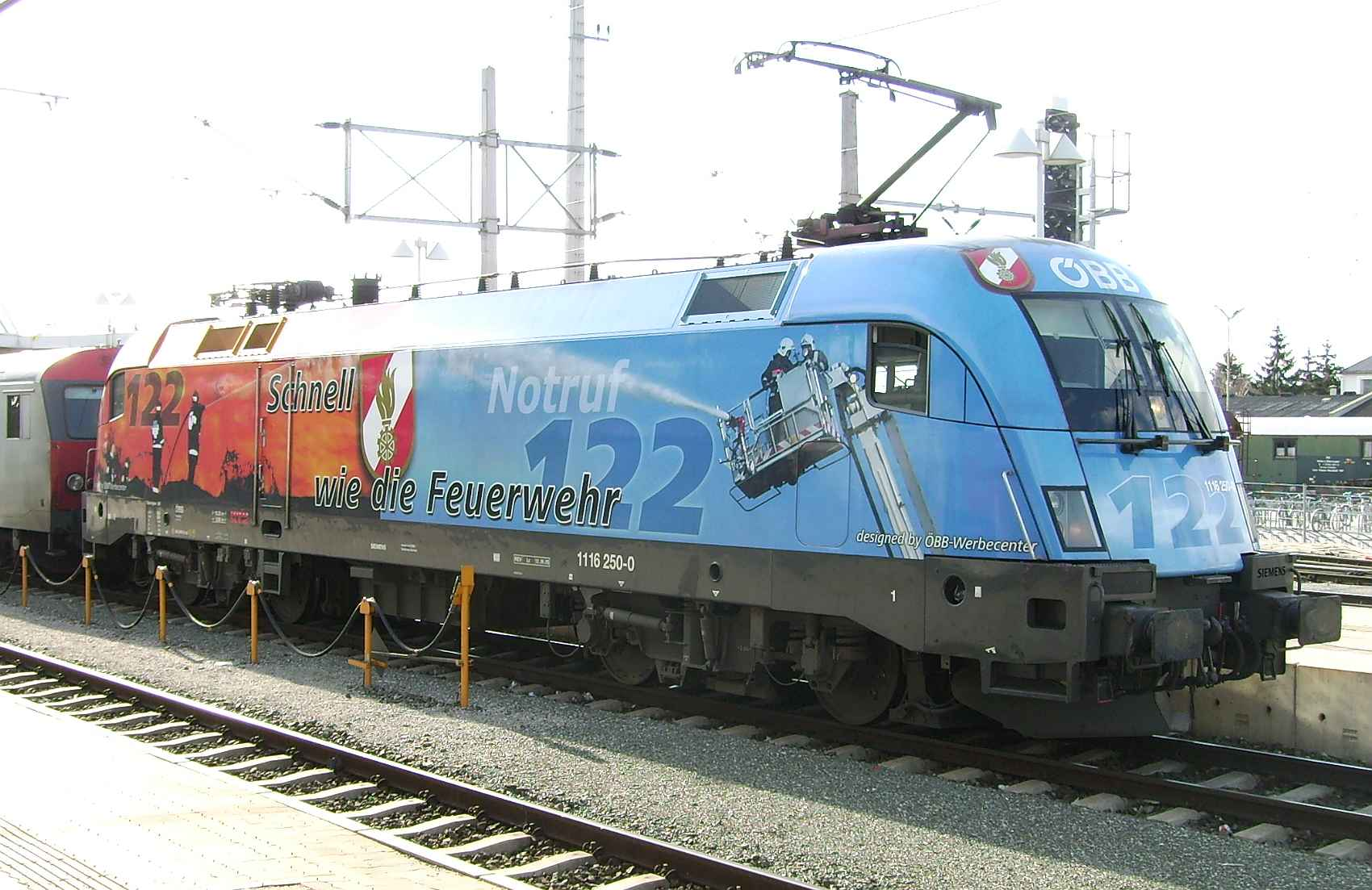
A tűzoltóságot reklámozó 1116 250 mozdony Wiener Neustadtban
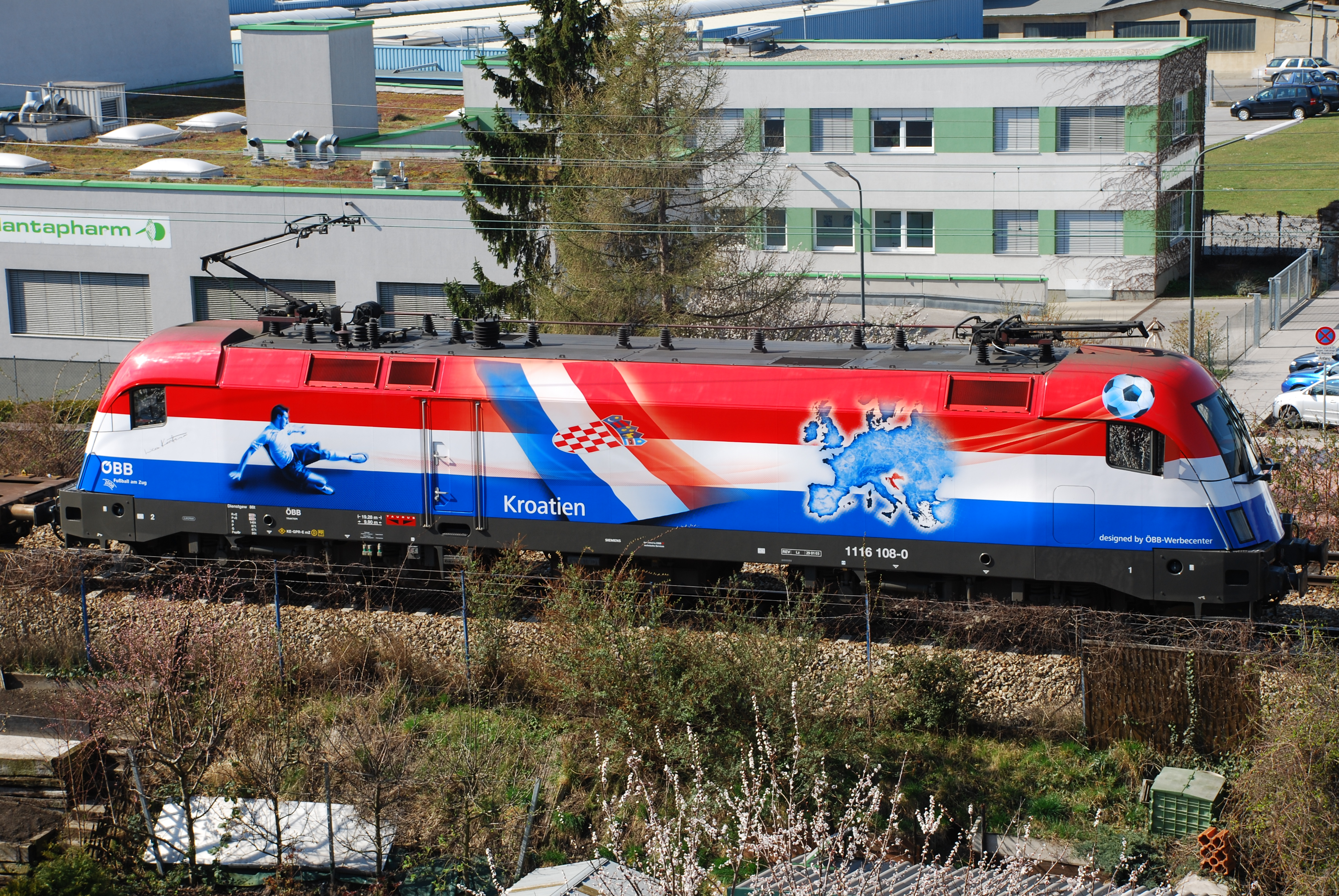
Horvátország reklámja az 1116 108 mozdonyon a futball-EB alkalmából
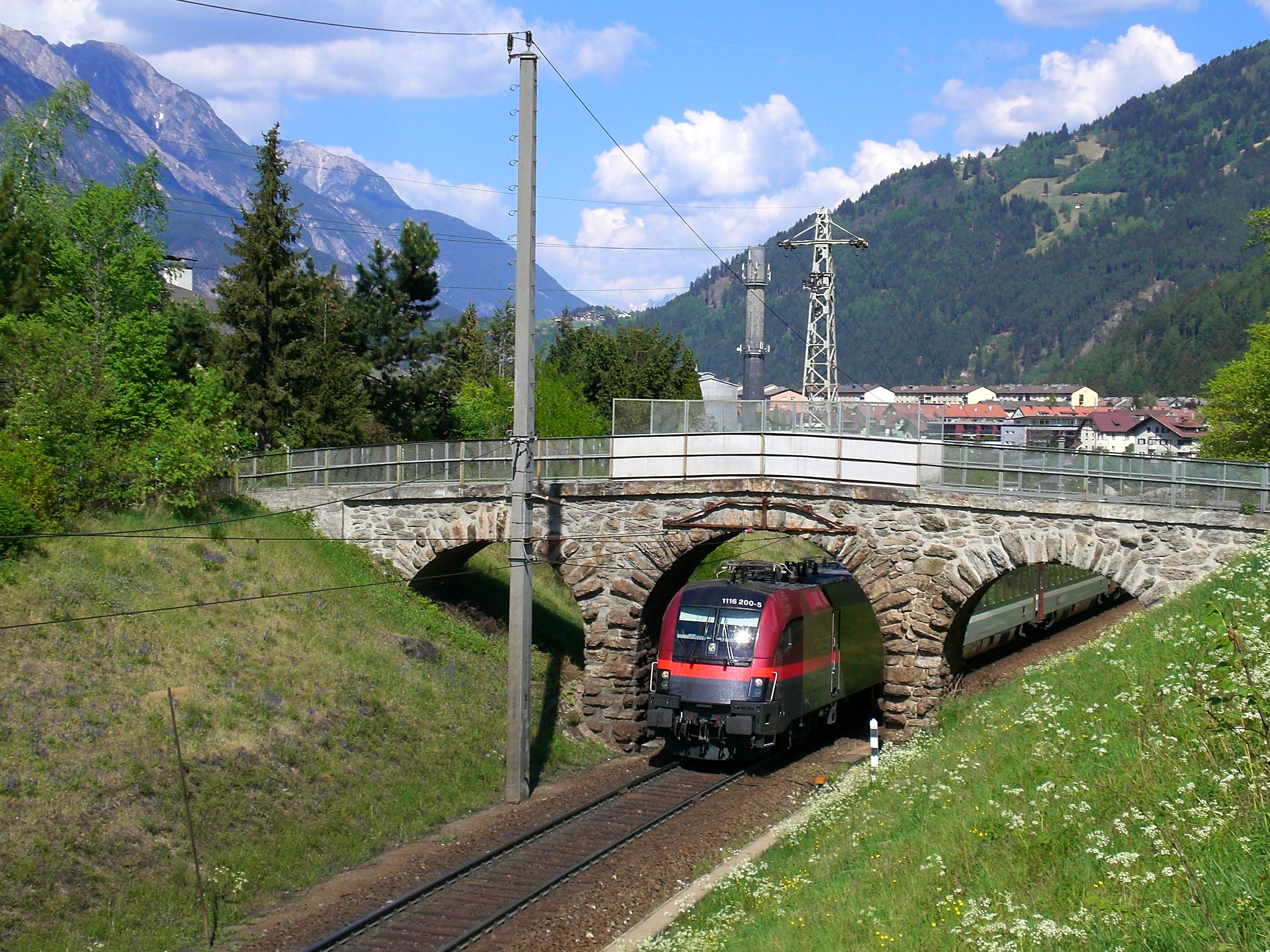
A végleges Railjet festés próbamozdonya, az 1116 200 Landecknél

## Lásd még
- Werbelok